# Mascarille

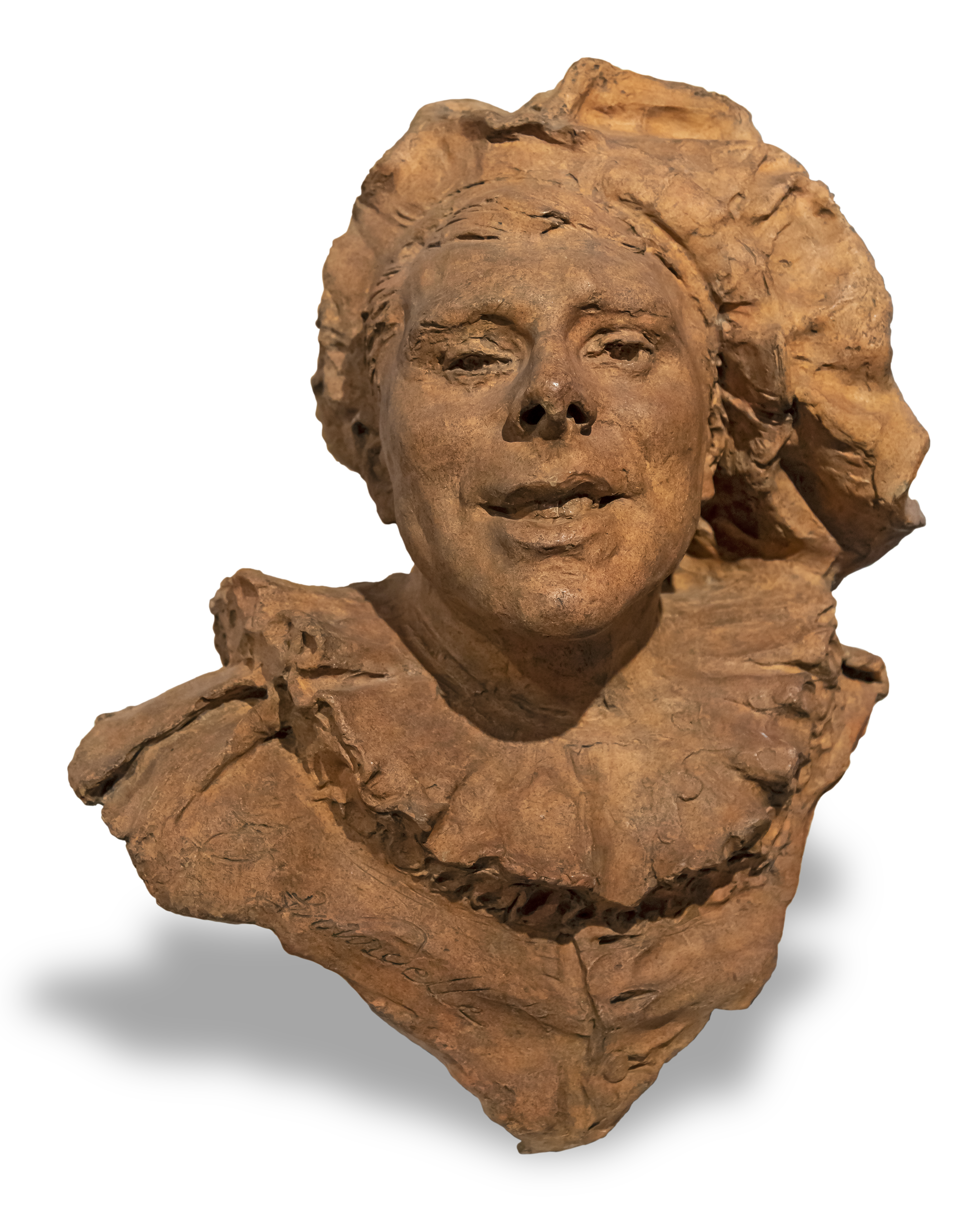
Coquelin Cadet en Mascarille par Antoine Bourdelle

Mascarille (Mascarilla en italien) est un personnage type de comédie emprunté par le théâtre français à la comédie italienne.
Mascarille est un des types de valet bouffon de la famille des Crispin et des Scapin, fripon, intrigant, passé maître en fourberies. Il a conscience de ses moyens et des services qu’il rend : « Vivat Mascarillus, fourbum imperator ! » s’écrie-t-il dans le latin comique que lui prête Molière.
Mascarille travaille avec zèle pour le maître qui le paie mais, suivant le plan qu’il a conçu, il sert en se faisant obéir. Les intrigues qu’il trame ont ordinairement deux fins : l’intérêt de son maître et le sien propre. Il mène à bon port à la fois les amours d’autrui et les siennes et si, chemin faisant, il y a des coups à recevoir, il sait les faire tomber sur d’autres que lui.
Molière jouait lui-même Mascarille quand il l'employait dans ses pièces, par exemple dans L'Étourdi ou dans Les Précieuses ridicules. Il abandonna à peu près complètement le rôle quand il créa le personnage de Sganarelle.
Une comédie en prose, Mascarille précepteur en Russie, a été donnée en 1784. En 1850, Meilhac a mis en scène ce personnage dans une grande comédie en cinq actes, Un Petit-Fils de Mascarille, mais il l’a altéré, en faisant de ce valet un intrigant du grand monde.

## Sources
- Gustave Vapereau, Dictionnaire universel des littératures, Paris, Hachette, 1876, p. 1 351